# Willem Westra
Willem Westra (Arum, 18 april 1862 – Leeuwarden, 21 februari 1923) was een Nederlandse onderwijzer en sportbestuurder in de provincie Friesland. 

## Leven en werk
Westra werd in 1862 in de Friese plaats Arum geboren als zoon van Sikke Riemers Westra en Aafke Willems Jagersma. Westra werd onderwijzer in Franeker. Hij was voorzitter van de in 1893 opgerichte Franeker kaatsvereniging ‘Jan Bogtstra’. Op 7 juni 1897 richtte hij de Nederlandse Kaatsbond op. Hij was de eerste voorzitter van de bond, een functie die hij gedurende ruim 25 jaar vervulde tot zijn overlijden in 1923.
In 1923 werd in zijn geboorteplaats Arum de plaatselijk kaatsvereniging naar hem genoemd, de KV Willem Westra. In 1937 werd - ter gelegenheid van het 40-jarig jubileum van de Nederlands Kaatsbond - ter ere van hem op het bolwerk in Franeker een monument onthuld. Het monument bestond uit een stenen bank met in het midden een fontein en een plaquette met zijn afbeelding. Bij de onthulling waren Schimmelpenninck van der Oye en Karel Lotsy namens het NOC aanwezig. Bij het 40-jarig jubileum verscheen in het Nieuwsblad van Friesland een meerdelige serie artikelen, waarin onder andere de rol van Westra uitvoerig wordt beschreven.

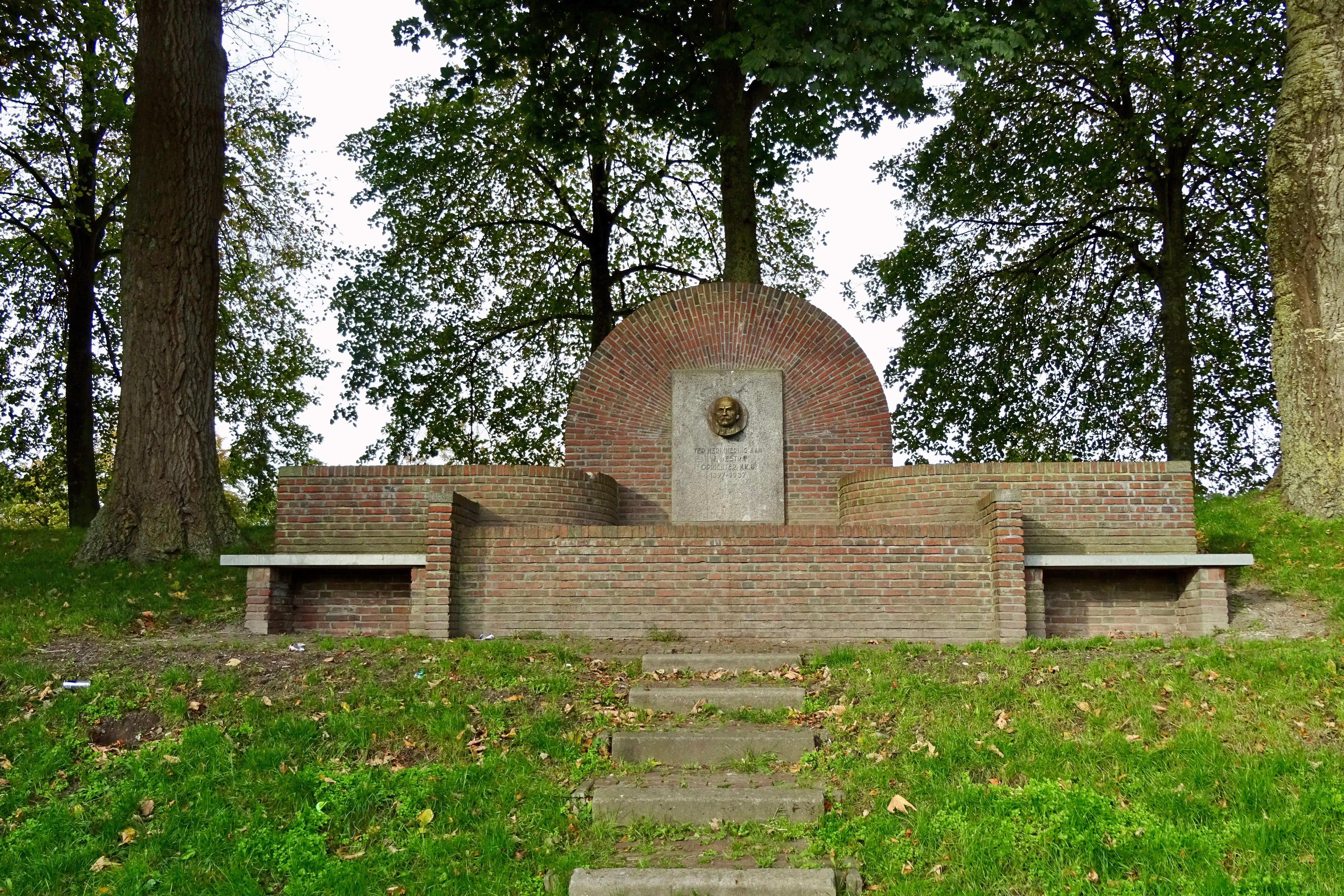
De Westrabank in Franeker anno 2019

,